# Gaston Ragueneau

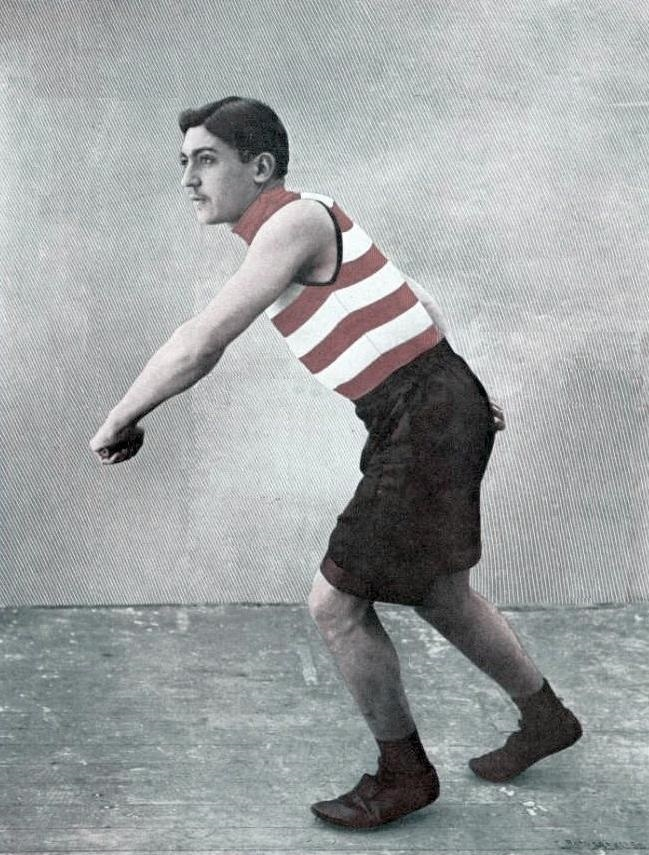
Gaston Ragueneau en 1904.

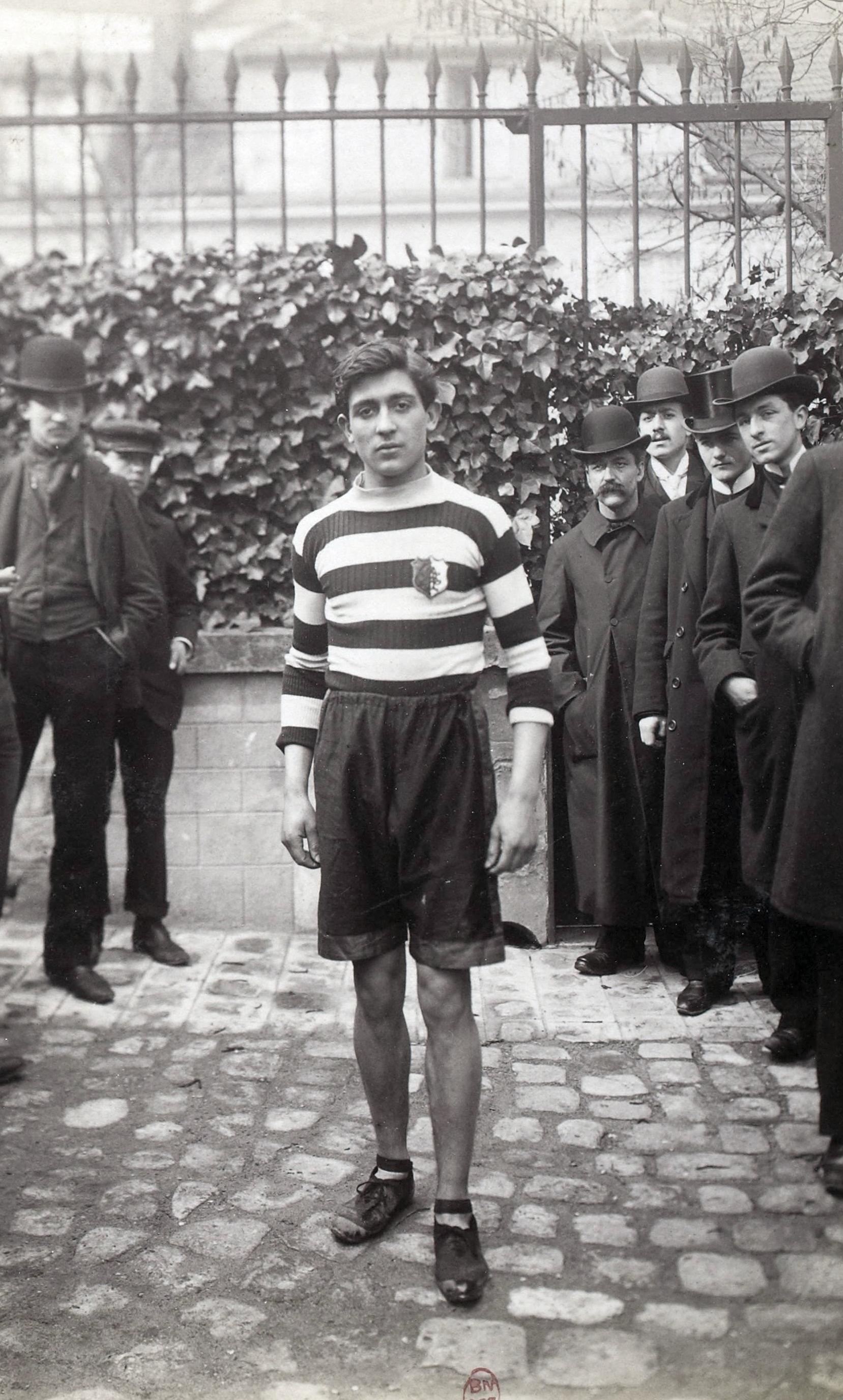
Gaston Ragueneau en 1902, lors du 'National' de cross-country.

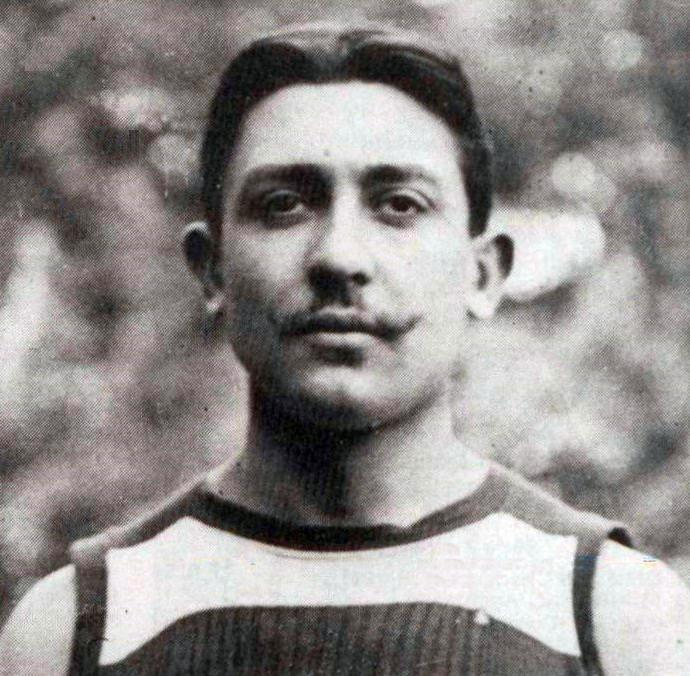
Gaston Ragueneau vers 1905.

Gaston Ragueneau, né le 10 octobre 1881 à Lyon (Rhône) et mort le 14 juillet 1978 à Draveil (Essonne), est un athlète français licencié au SA Montrouge, spécialiste des courses de fond. 
Il était mécanicien aux Postes et Télégraphes.

## Palmarès
- Jeux olympiques d'été de 1900 à Paris ( France)
  -  Médaille d'argent en 5 000 m par équipe[3]
- Championnat de France de cross-country (cross long)
  -  Médaille d'or en 1901, 1902, 1903, 1904, 1905 et 1906, 1907
  -  Médaille d'argent en 1908
- Prix Roosevelt en 1903
- Cross international en 1906 (Vaucresson)[4]
- Prix François Gondrand de 1902 à 1906 (deuxième en 1901)
- Prix Lemonnier à trois reprises (Paris-Versailles, 12 kilomètres), en 1902 (première édition), 1904 et 1906
- Nice-Monaco en 1908
- Recordman du monde de l'heure: 17,190 (1899), 17,315 (1903), 17,800 (1904) et 18,067 (3 décembre 1905)
- Recordman de France de l'heure entre 1899 et 1905
- Recordman de France de la demi-heure: 9,206 kilomètres
- Recordman de France des 6 kilomètres

### Liens externes

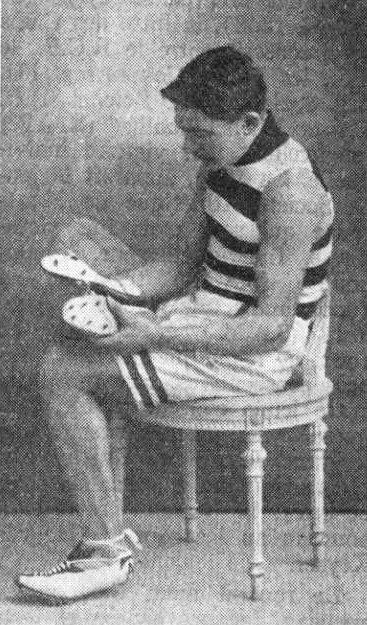
Gaston Ragueneau, six fois vainqueur du 'National', vers 1906.